# Акуавива (Сан Марино)
Акуавѝва (на италиански: Acquaviva) е село и община в Сан Марино. Разположено е на 237 m надморска височина. Населението на общината е 2176 души (към 2018 г.).

## Населени места
Общината има 3 населени места:
- Акуавива (Acquaviva, администативен център)
- Гуалдичоло (Gualdicciolo)
- Ла Сера (La Serra)